# Ruigezand
De Ruigezand is een streekje van zeven boerderijen in de gemeente Westerkwartier in de Nederlandse provincie Groningen. De streek ligt in de Oude Ruigezandsterpolder (of Ruigezand) direct ten zuiden van het Reitdiep. De naam is een verwijzing naar de ruigte, Gronings voor onontgonnen gebied, en verwijst naar de toestand van voor de indijking, toen het gebied nog kwelder was.

## Geschiedenis
Het streekje is ontstaan in de Oude Ruigezandsterpolder die is aangelegd tussen 1794 en 1797. Daarvoor lagen hier al een tweetal plaatsen (boerderijwierden op de kwelders), waarvan een boerderij uit 1655 stamde (volgens muurankers). Deze plaatsen waren voorzien van een zomerkade (kadijk). In 1757 was al een klein deel (44 ha) bedijkt door ene Krijthe (waaronder de stadsplaats De Pol).
Het bedijken van de rest van de polder was grotendeels het werk van twee broers, Douwe (Martens) en Aedsge (Martens) Teenstra, die hier met ondersteuning van hun vader Marten Aedges Teenstra een modelpolder wilden inrichten. De uit Friesland afkomstige Marten Aedges kocht in 1776 de boerderij Castor aan de overzijde van het Reitdiep onder Zuurdijk. Vanaf deze zijde had hij zijn oog laten vallen op de uitgestrekte ruige, maar vooral ook vruchtbare kwelder aan de overkant en begon hij plannen te maken voor inpoldering, welke uiteindelijk door zijn zonen zijn beslag kreeg. Zij kochten de beide plaatsen en polderden het overgrote deel (329 ha) van de Oude Ruigezandsterpolder in. De weg door de polder van Lauwerzijl naar Electra draagt hun naam, de Teenstraweg.
Na de inpoldering lieten de Teenstra's twee nieuwe boerderijen bouwen op de oude plaatsen; Aedges bouwde in 1796 de boerderij Oostersche plaats aan de Teenstraweg 7 (nu Teenstraheerd genoemd) en Douwe in 1798 de boerderij Westersche plaats aan de Teenstraweg 9 (op de hoek met de weg 'De Ruigezand'). Het voorhuis van Douwe verrees in 1803 (net als dat van Aedges een dwarshuis), toen deze er geld voor had. In 1926 brandde de schuur af van de vroegere boerderij van Aedsge, die herbouwd werd door Willem Reitsema. Rondom beide boerderijen liggen nog altijd de oude dubbele singels en grachten. Beide boerderijen staan op de monumentenlijst. Ten oosten van de Teenstraheerd ligt de boerderij Hunzezicht en in het westen liggen de boerderijen De Oude Plaats en Rietstee.

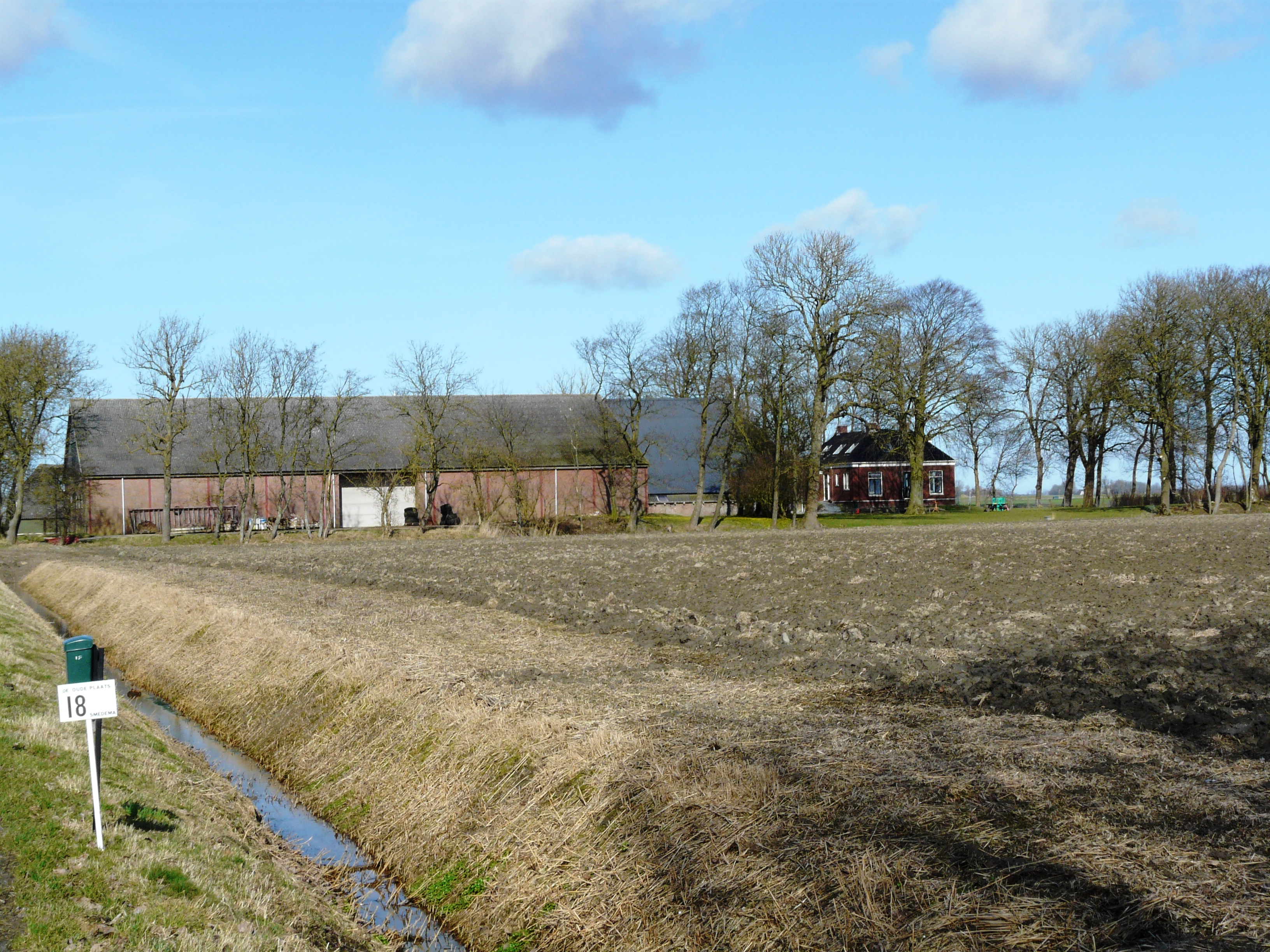
De Oude Plaats, 2e boerderij aan de Teenstraweg vanuit het westen
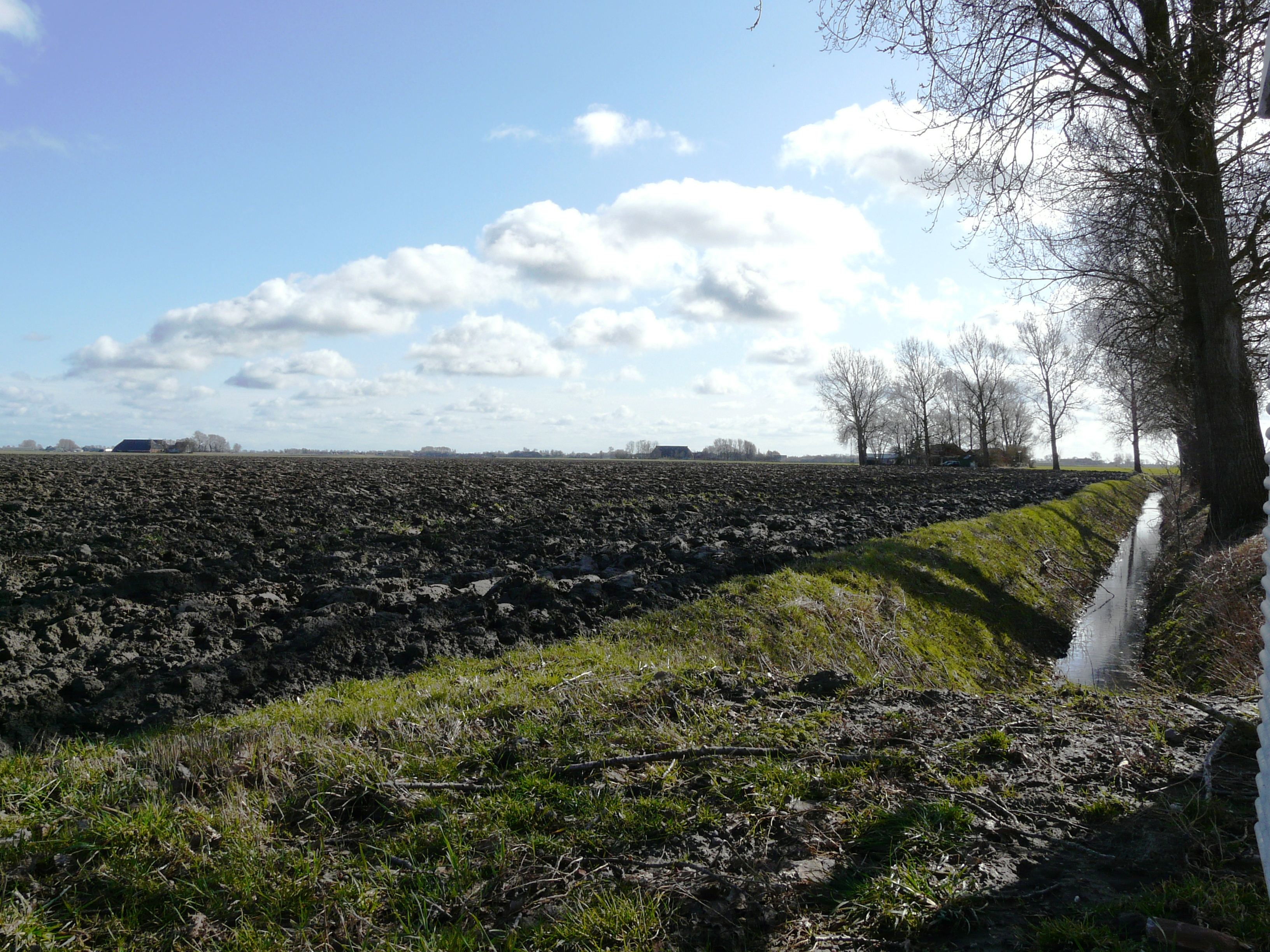
Rietstee, boerderij tegenover De Oude Plaats, waar vroeger "Kat in Nood" zat
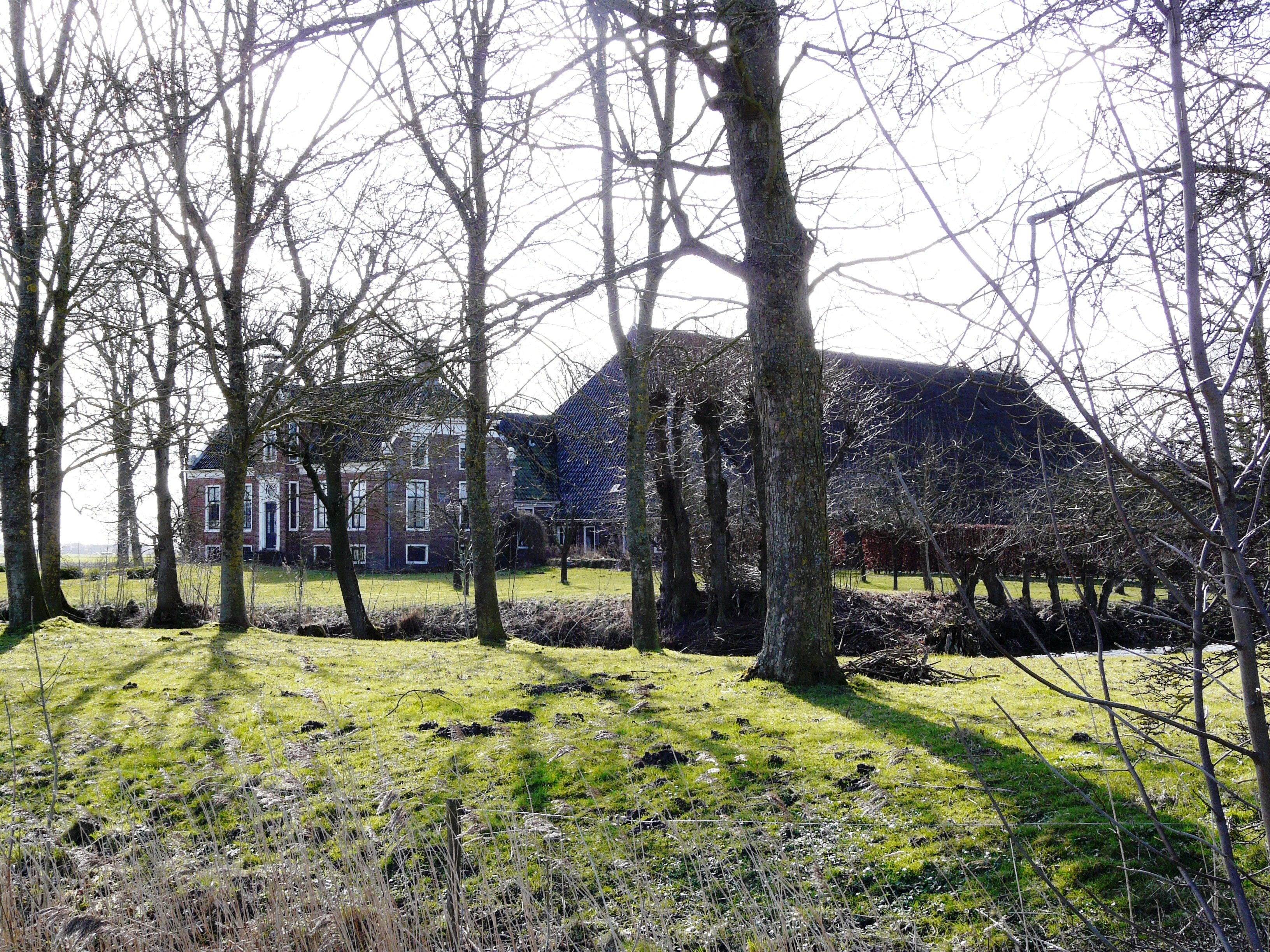
Ruigezand, westelijke Teenstraplaats (op de hoek met 'De Ruige Waard')
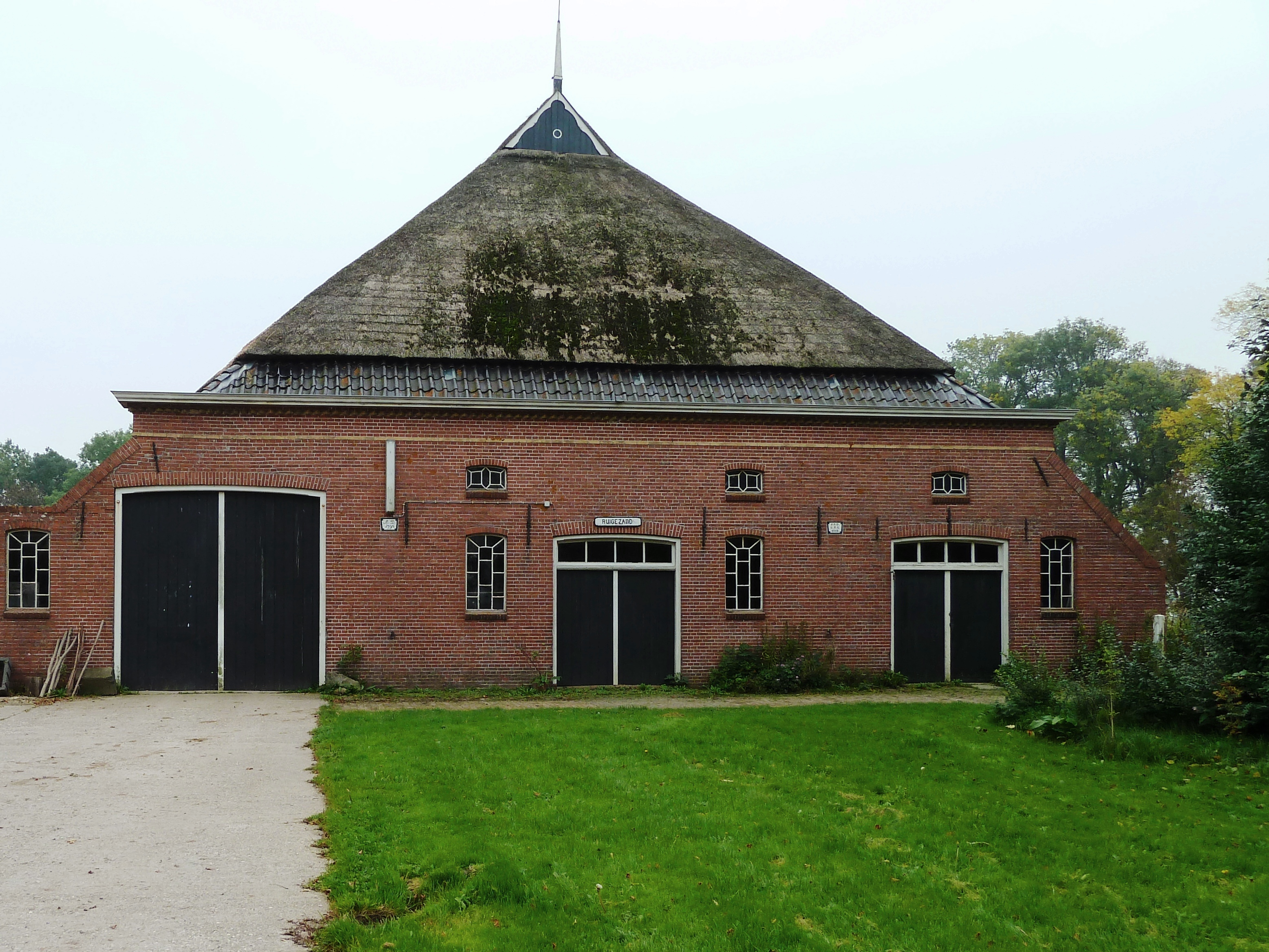
Gevelstenen in de westelijke Teenstraplaats (1798, 'Ruigezand' en 1910)
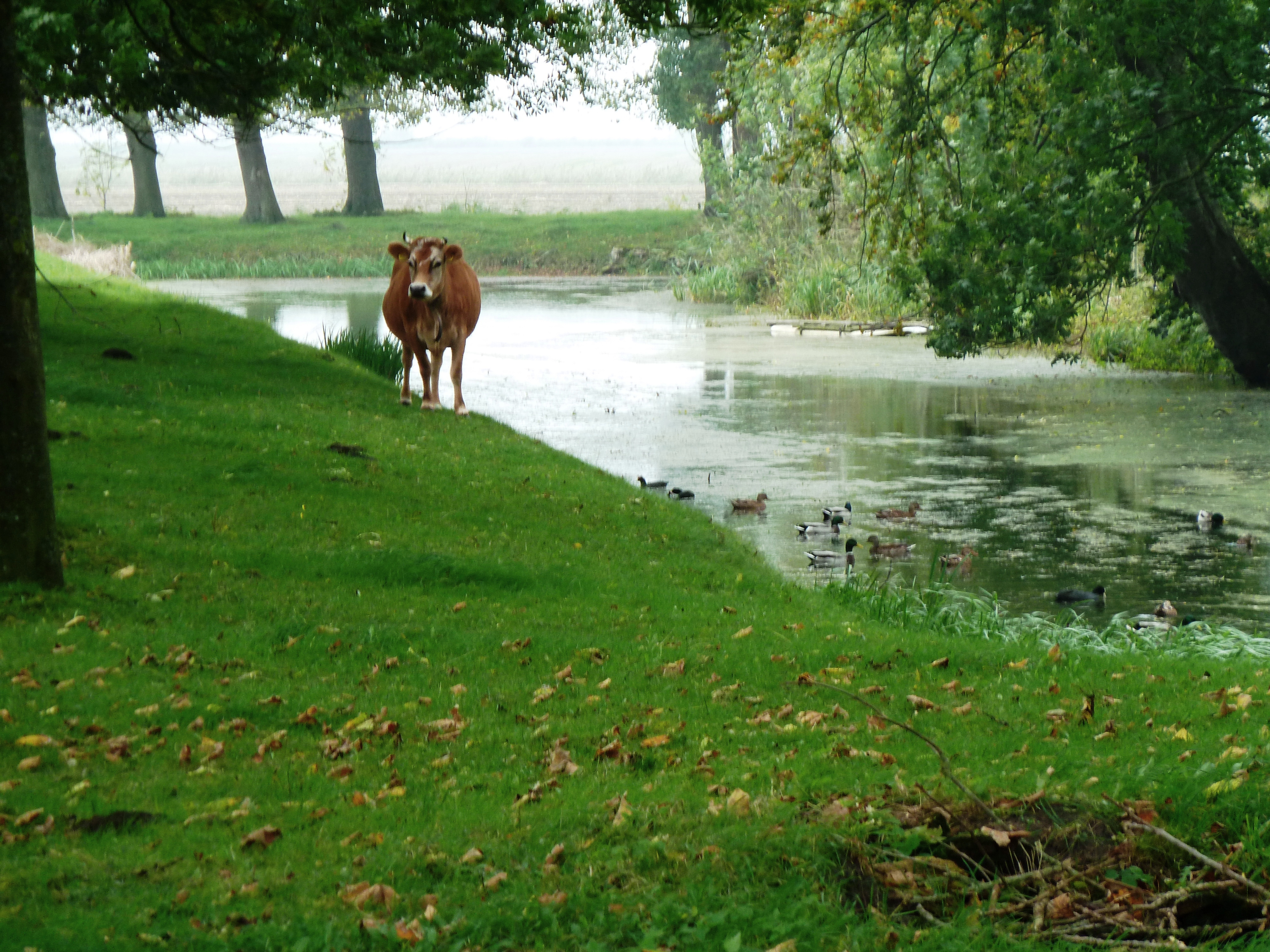
Deel van de gracht rond de westelijke Teenstraplaats
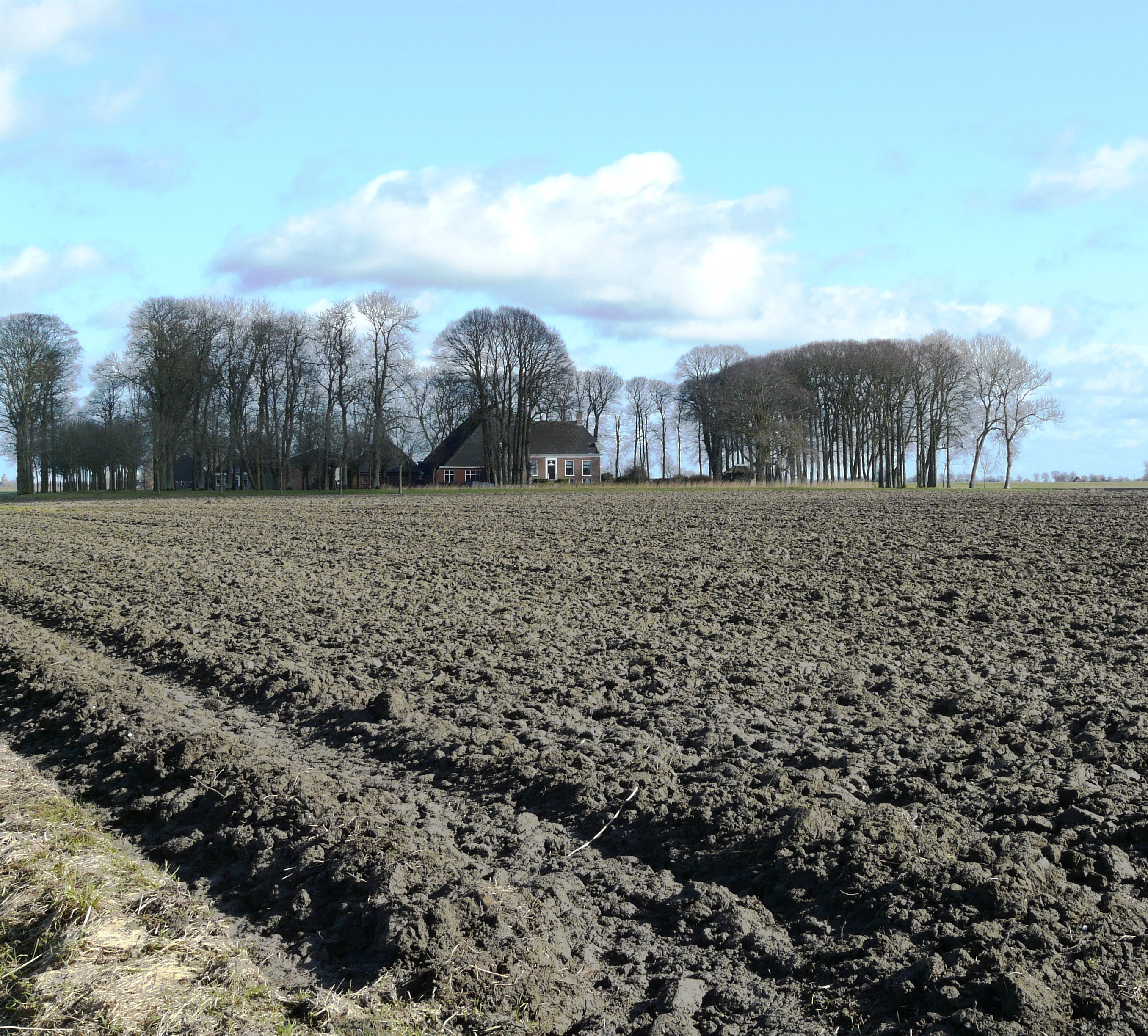
Teenstraheerd, oostelijke Teenstraplaats

## Geboren
- Marten Douwes Teenstra (1795-1864), schrijver en reiziger